# Bartonville (Texas)
Bartonville ist eine Stadt im Denton County im US-Bundesstaat Texas in den Vereinigten Staaten von Amerika und gehört zum Dallas-Fort-Worth-Metroplex. Das U.S. Census Bureau hat bei der Volkszählung 2020 eine Einwohnerzahl von 1725 ermittelt.

## Geographie
Die Stadt liegt östlich des US Highway 35 im Nordosten von Texas, ist im Norden etwa 100 km von Oklahoma entfernt und hat eine Gesamtfläche von 15,7 km², wovon 0,1 km² Wasserfläche ist. Die Entfernung zu dem im Südosten liegenden Dallas beträgt ungefähr 50 km.

## Geschichte
Bartonville war zuerst Teil des Chinn's Chapel Settlement, das von Elisha Chinn gegründet worden war. Später wurde das Siedlungsgebiet in drei eigenständige Gemeinden aufgeteilt und ab 1878 war Bartonville ein eigenständiger Ort, benannt nach T. Bent Barton. 1886 wurde das erste Postbüro eröffnet. 1890 hatte der Ort 25 ständige Einwohner, einen Gemischtwarenladen, eine Mühle und einen kleinen Betrieb zur Verarbeitung von Baumwolle, alle im Besitz der Familie Barton. 1896 war die Einwohnerzahl auf 100 gestiegen. Das weitere Wachstum der Stadt ging nur langsam voran und 1933 lebten hier lediglich 300 Menschen.

## Demografische Daten
Nach der Volkszählung im Jahr 2000 lebten hier 1.093 Menschen in 382 Haushalten und 323 Familien. Die Bevölkerungsdichte betrug 70,0 Einwohner pro km². Ethnisch betrachtet setzt sich die Bevölkerung zusammen aus 97,62 % weißer Bevölkerung, 0,00 % Afroamerikanern, 0,00 % amerikanischen Ureinwohnern, 0,91 % Asiaten, 0,00 % Bewohnern aus dem pazifischen Inselraum und 0,55 % aus anderen ethnischen Gruppen. Etwa 0,91 % stammen von zwei oder mehr Rassen ab und 3,20 % der Bevölkerung sind Spanier oder Lateinamerikaner.
Von den 382 Haushalten hatten 36,9 % Kinder unter 18 Jahre, die im Haushalt lebten. 74,3 % davon waren verheiratete, zusammenlebende Paare. 6,5 % waren allein erziehende Mütter und 15,2 % waren keine Familien. 12,6 % aller Haushalte waren Singlehaushalte und in 2,1 % lebten Menschen, die 65 Jahre oder älter waren. Die Durchschnittshaushaltsgröße betrug 2,86 und die durchschnittliche Größe einer Familie 3,10 Personen.
25,8 % der Bevölkerung waren unter 18 Jahre alt, 6,9 % von 18 bis 24, 26,1 % von 25 bis 44, 35,6 % von 45 bis 64, und 5,7 % die 65 Jahre oder älter waren. Das Durchschnittsalter war 41 Jahre. Auf 100 weibliche Personen aller Altersgruppen kamen 104,7 männliche Personen. Auf 100 Frauen im Alter von 18 Jahren und darüber kamen 105,3 Männer.
Das jährliche Durchschnittseinkommen eines Haushalts betrug 95.259 USD, das Durchschnittseinkommen einer Familie 98.140 USD. Männer hatten ein Durchschnittseinkommen von 63.750 USD gegenüber den Frauen mit 43.625 USD. Das Prokopfeinkommen betrug 43.706 USD. 4,4 % der Bevölkerung und 3,1 % der Familien lebten unterhalb der Armutsgrenze. Davon waren 6,6 % Kinder und Jugendliche unter 18 Jahren und 4,5 % waren 65 oder älter.